# Choko Yanase
Choko Yanase was een schaatsster uit Japan. 

## Resultaten

### Wereldkampioenschappen
| Jaar | Jaar     | Plaats    | Resultaten   | Resultaten                               |
| ---- | -------- | --------- | ------------ | ---------------------------------------- |
| 1936 | Allround | Stockholm | 15e Allround | 13e 500 m 15e 1000 m 15e 3000 m - 5000 m |

### Japanse kampioenschappen
| Jaar | Resultaten |
| ---- | ---------- |
| 1934 | Allround   |
| 1935 | Allround   |

## Persoonlijke records
| Afstand    | Tijd    | Datum           | Baan      |
| ---------- | ------- | --------------- | --------- |
| 500 meter  | 55,50   | 18 januari 1936 | Oslo      |
| 1000 meter | 2.09,60 | 18 januari 1936 | Oslo      |
| 1500 meter | 3.35,50 | 18 januari 1936 | Oslo      |
| 3000 meter | 8.04,60 | 1 februari 1936 | Stockholm |